# Elvis Contreras
Elvis Contreras (* 20. Juli 1979 in Tamayo) ist ein dominikanischer Volleyballspieler. Er spielt auf der Position Außenangriff/Annahme.

## Erfolge Verein
Dominikanische Meisterschaft:
- 1997, 1998, 1999, 2002

Deutscher Pokal:
- 2005, 2006

Deutsche Meisterschaft:
- 2005, 2006

Bahrain Meisterschaft:
- 2015, 2018
- 2017

## Erfolge Nationalmannschaft
Pan American Cup:
- 2006
- 2008, 2009, 2012

## Einzelauszeichnungen
- 2001: Bester Diagonalangreifer NORCECA-Meisterschaft
- 2005: Bester Scorer NORCECA-Meisterschaft
- 2006: MVP und bester Scorer Panamerikanischer Pokal
- 2007: Bester Außenangreifer NORCECA-Meisterschaft
- 2008: Bester Scorer Panamerikanischer Pokal
- 2012: Bester Außenangreifer und Aufschläger Panamerikanischer Pokal
- 2013: Bester Scorer und Diagonalangreifer Panamerikanischer Pokal